# 3135 Lauer
3135 Lauer је астероид главног астероидног појаса чија средња удаљеност од Сунца износи 2,420 астрономских јединица (АЈ).
Апсолутна магнитуда астероида је 14,0.